# Richard Paul Evans
Richard Paul Evans (* 11. Oktober 1962 in Salt Lake City, Utah) ist ein US-amerikanischer Schriftsteller.

## Leben
Richard Paul Evans besuchte die Cottonwood High School in Salt Lake City. Nach seinem Studienabschluss 1984 mit einem Bachelor an der University of Utah arbeitete er bei einer Werbeagentur. Anfang der 1990er Jahre schrieb er für seine Tochter eine Weihnachtsgeschichte, für die er allerdings weder einen Verlag noch einen Literaturagenten fand. Er veröffentlichte 1993 die Geschichte als Buch unter dem Titel The Christmas Box im Selbstverlag und es wurde ein regionaler Bestseller. Anschließend vertrieb er es selber national und nach einem Jahr befand es sich auf Platz 2 der New York Times Bestsellerliste. Daraufhin wurden mehrere große Verlage auf ihn aufmerksam und die Buchrechte gingen nach einem Bieterwettstreit für 4,2 Mio. US-Dollar an Simon & Schuster. 1995 wurde das Buch als Hardcover veröffentlicht, der gleichnamige Fernsehfilm Der Ruf des Engels ausgestrahlt und 1996 erschien das Buch unter dem Titel Die wundersame Schatulle in Deutschland.

## Auszeichnungen
- 2010 LovelyBooks Leserpreis in der Kategorie Romantik/Liebe/Gefühl für Mein Winter mit Grace

## Werke
Sachbücher
- 2001: The Christmas Box Miracle: My Spiritual Journey of Destiny, Healing, and Hope
- 2004: The Five Lessons A Millionaire Taught Me: About Life and Wealth
- 2009: The Five Lessons a Millionaire Taught Me for Women

Kinderbücher
- 1999: The Dance
- 2000: The Spyglass: A Book About Faith
- 2001: The Tower
- 2002: The Christmas Candle
- 2003: The Light of Christmas

Romane
- 1994: The Christmas Box
  - 1996: Die wundersame Schatulle. Blanvalet, 120 Seiten, ISBN 3-7645-0010-7
- 1996: Timepiece
  - 1999: Für alle Zeit. Blanvalet, 159 Seiten, ISBN 3-442-35122-7
- 1996: The Letter
  - 2000: Der vergessene Brief, Blanvalet, 314 Seiten, ISBN 3-442-35266-5
- 1996: Christmas Every Day
- 1996: First Gift of Christmas
- 1998: The Locket
  - 2004: Der unendliche Traum, Bastei Lübbe Verlag, 316 Seiten, ISBN 3-404-15190-9
- 1999: The Dance
- 1999: The Looking Glass
  - 2006: Tränen der Vergangenheit, Bastei Lübbe Verlag, 300 Seiten, ISBN 978-3-404-15454-8
- 2000: The Carousel
  - 2005: Das vergessene Herz, Bastei Lübbe Verlag, 252 Seiten, ISBN 3-404-15379-0
- 2002: The Last Promise
  - 2004: Das letzte Versprechen, Ehrenwirth, 366 Seiten, ISBN 3-431-03165-X
- 2003: A Perfect Day
  - 2007: Ein vollkommener Tag, Ehrenwirth, 348 Seiten, ISBN 978-3-431-03633-6
- 2005: The Sunflower
  - 2008: Ihre einzige Liebe, Ehrenwirth, 350 Seiten, ISBN  	978-3-431-03719-7
- 2006: Finding Noel
  - 2008: Magie der Weihnacht, Ehrenwirth, 253 Seiten, ISBN 978-3-431-03765-4
- 2007: The Gift
- 2008: Grace
  - 2010: Mein Winter mit Grace, Bastei Lübbe, 222 Seiten, ISBN 978-3-404-16517-9
- 2009: The Christmas List
  - 2012: Der Weihnachtswunsch, Bastei Lübbe, 284 Seiten, ISBN 978-3-404-16586-5
- 2010: The Walk (The Walk Books 1)
  - 2012: Am Anfang des Weges, Bastei Lübbe, 240 Seiten, ISBN 978-3-404-16768-5
- 2010: Promise Me
- 2011: Miles to Go (The Walk Books 2)
  - 2013: Bis zum Horizont, Bastei Lübbe, 321 Seiten, ISBN 978-3-8387-2469-0
- 2011: Michael Vey: The Prisoner of Cell 25
  - 2013: Die Liga der Siebzehn – Unter Strom, Bastei Lübbe (Baumhaus), 383 Seiten, ISBN 978-3-8339-0243-7
- 2012: Michael Vey: The Rise of the Elgen